# François Pompon
François Pompon (Saulieu - 9 de maio de 1855 - Paris; 6 de maio de 1933) foi um escultor francês.
Nasceu em Saulieu, uma localidade situada próxima a Dijon. Mudou-se para Paris onde se converteu em ajudante de Auguste Rodin. É conhecido principalmente por suas esculturas de animais, muitas delas expostas no Museu de Orsay. O estilo de Pompon era caracterizado pela simplicidade de suas obras.

## Obras
- Cosette portant un seau, Maison de Victor Hugo
- Petit ours brun (1918), Musée d'Orsay
- Ours blanc, Musée d'Orsay
- La Vague, Musée Rodin (con Camille Claudel)
- Le sculpteur et sa Muse, Musée Rodin (con Auguste Rodin)
- Poule cayenne

Existe también un museo François Pompon en Saulieu con las siguientes obras:
- la Tête de l'ours
- la Cosette
- le Curé de Saulieu
- Sanglier de bronze (1925)
- Pigeon au nid (1926)
- Panthère (1926)
- Pélican de plâtre (1924)
- Faisan de plâtre (1933)
- Panthère de plâtre
- la Taupe

## Obras selecionadas

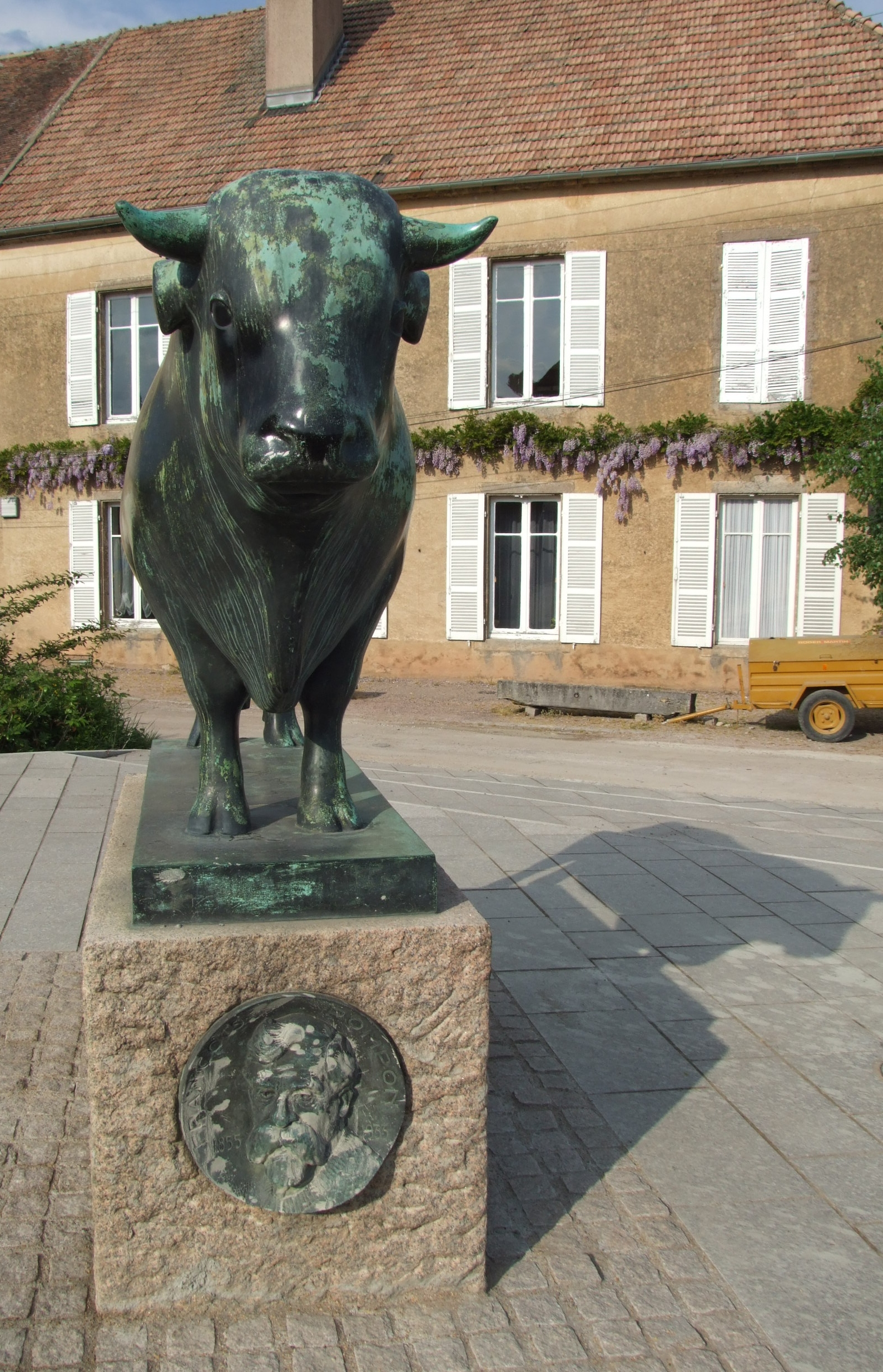
Statue du taureau du Pompon, Saulieu, Bourgogne
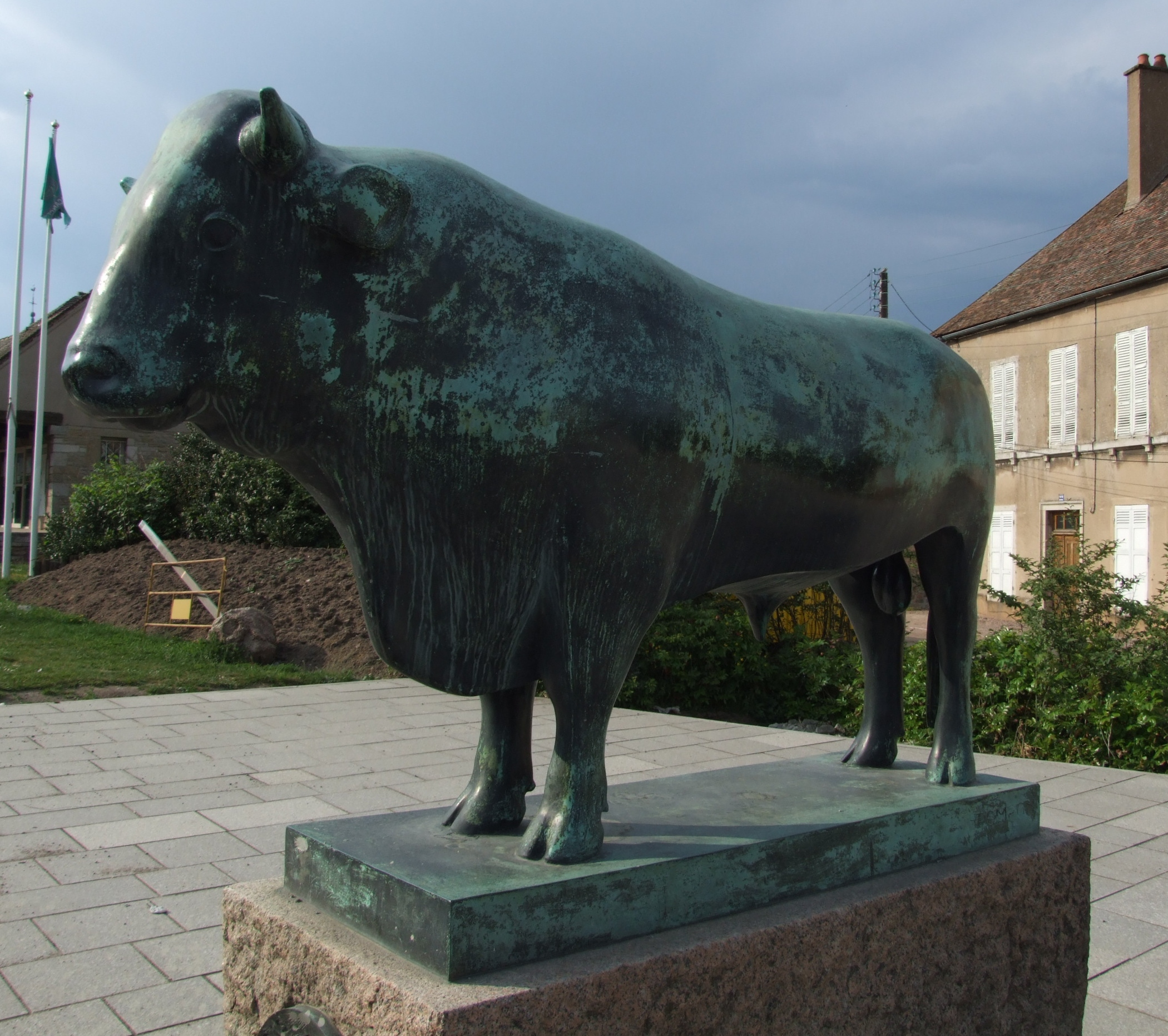
Idem
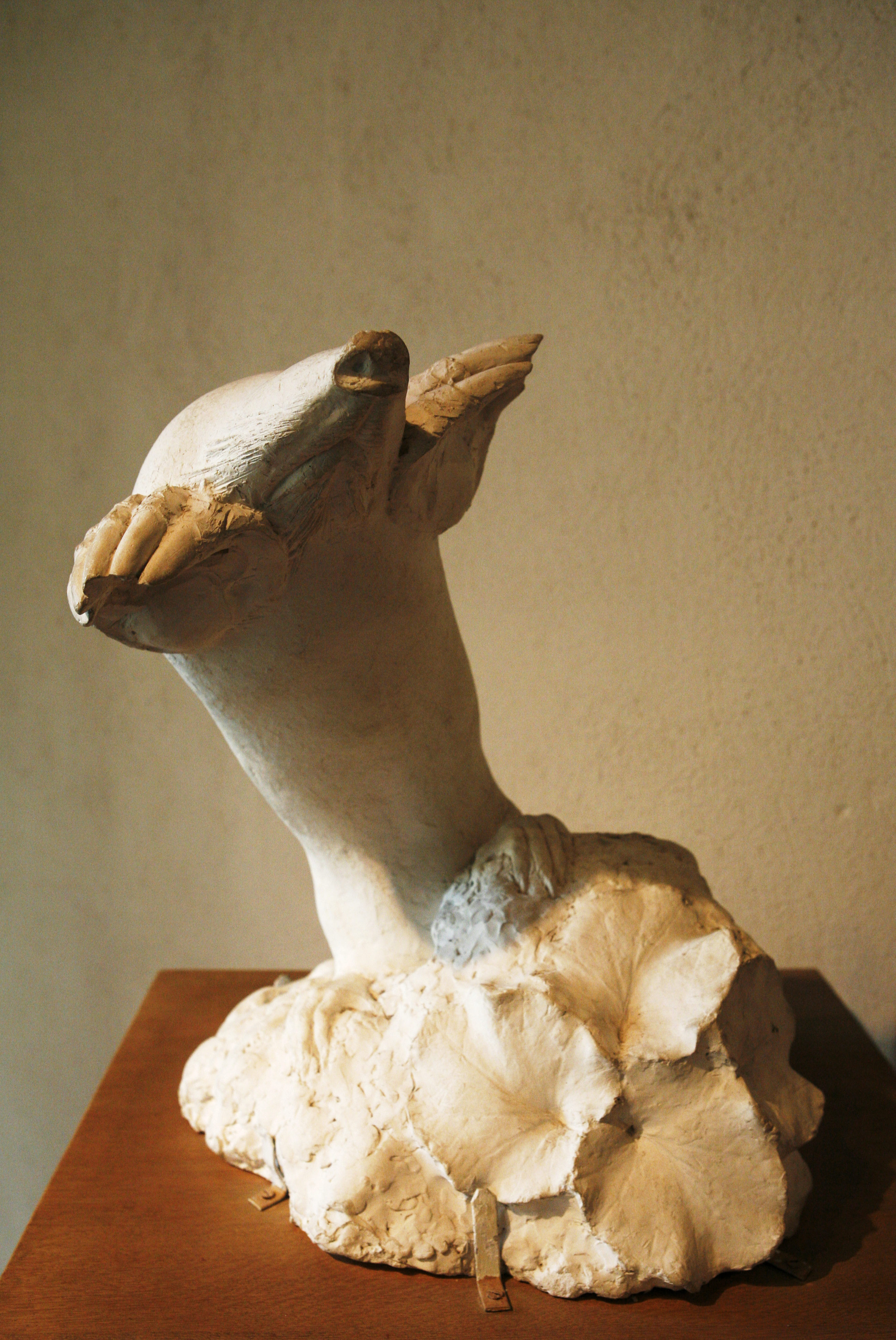
La Taupe
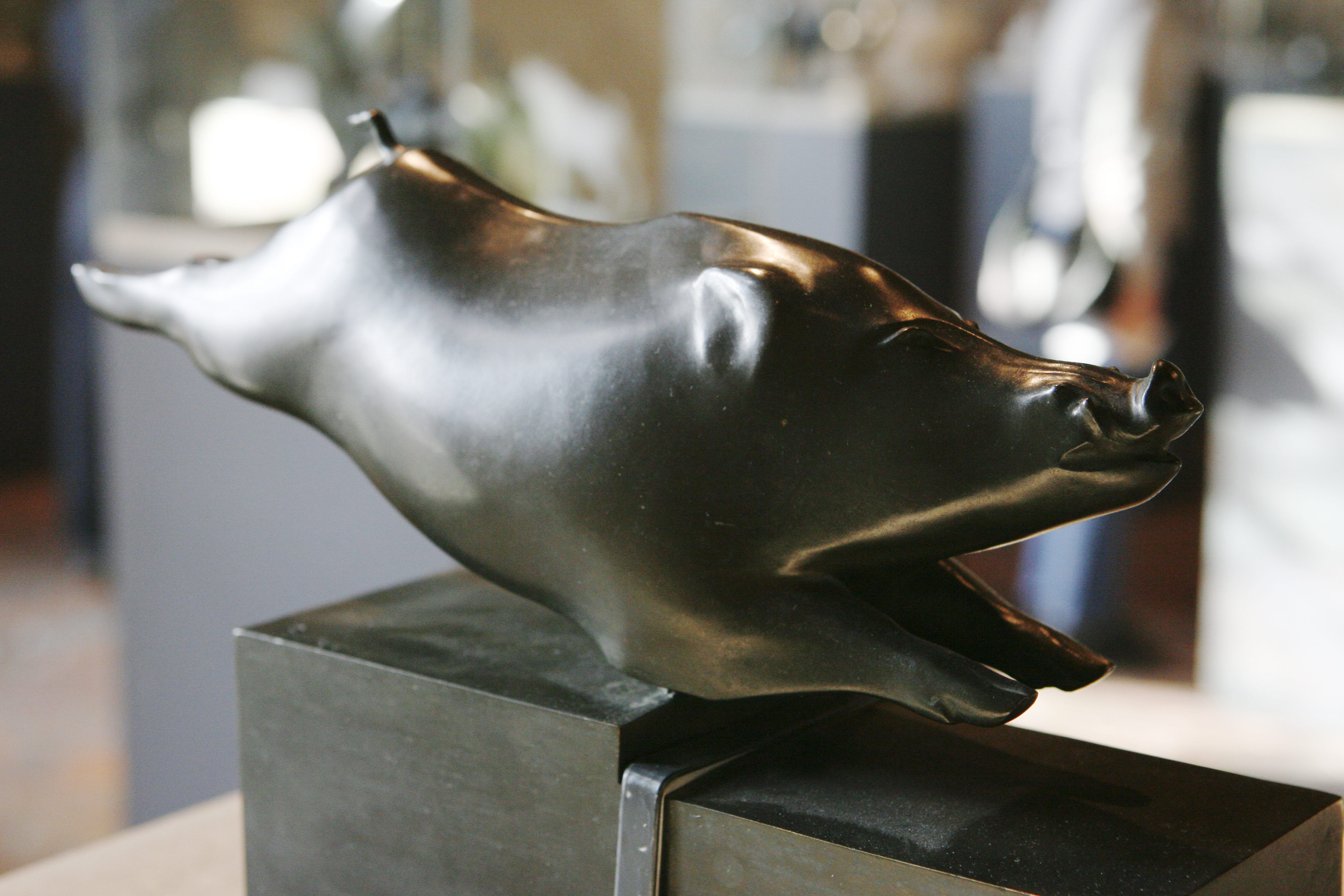
Sanglier
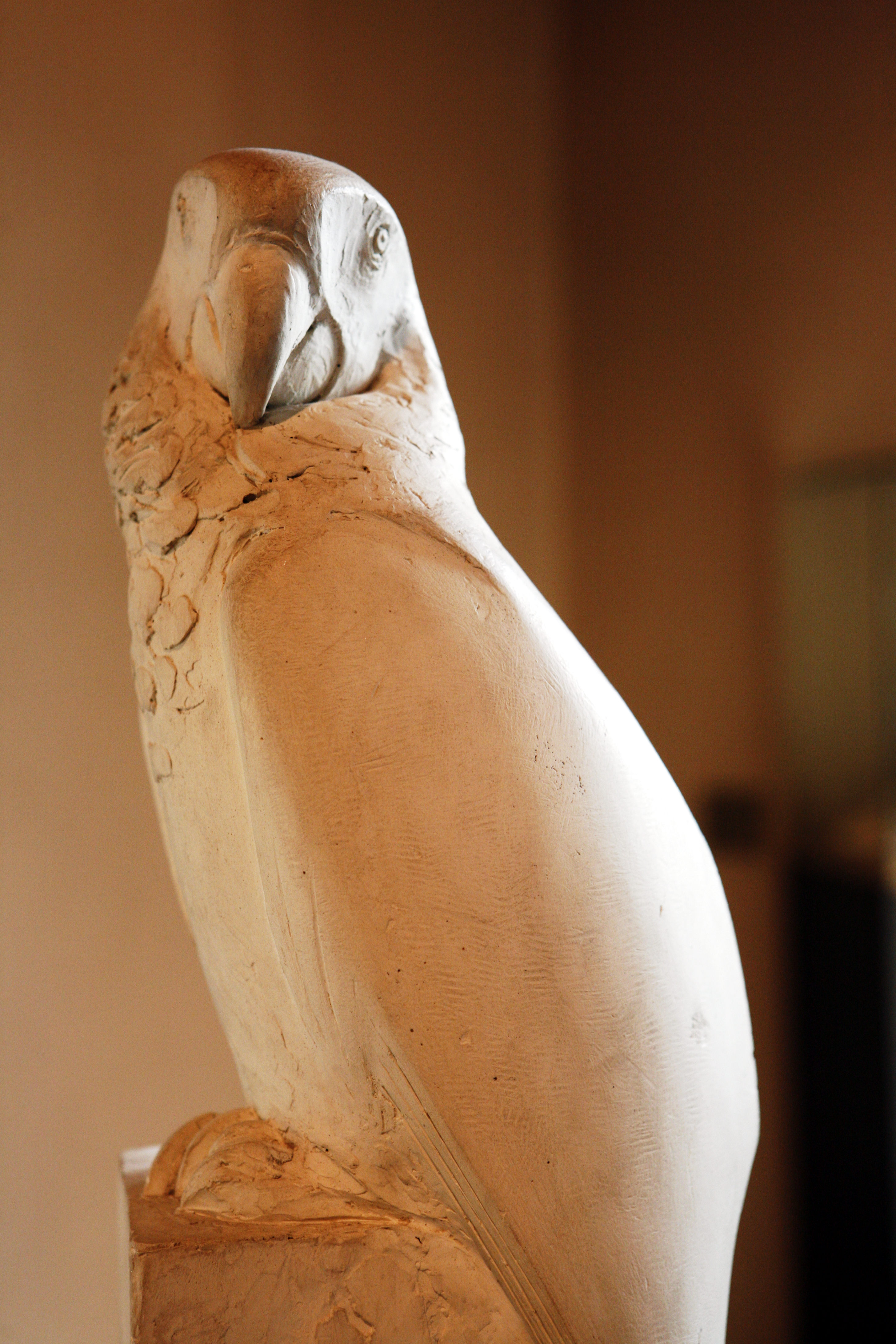
Perroquet
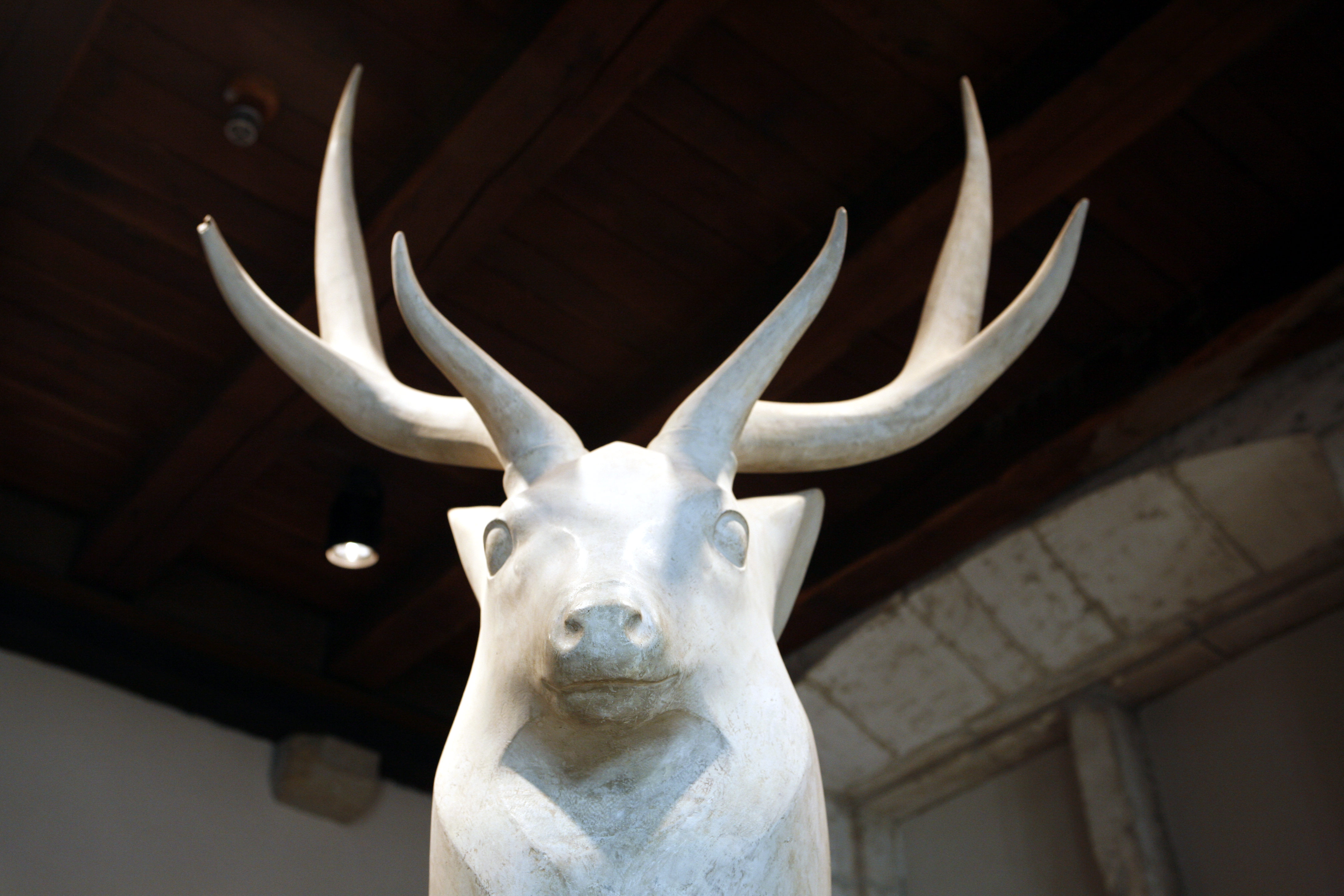
Cerf
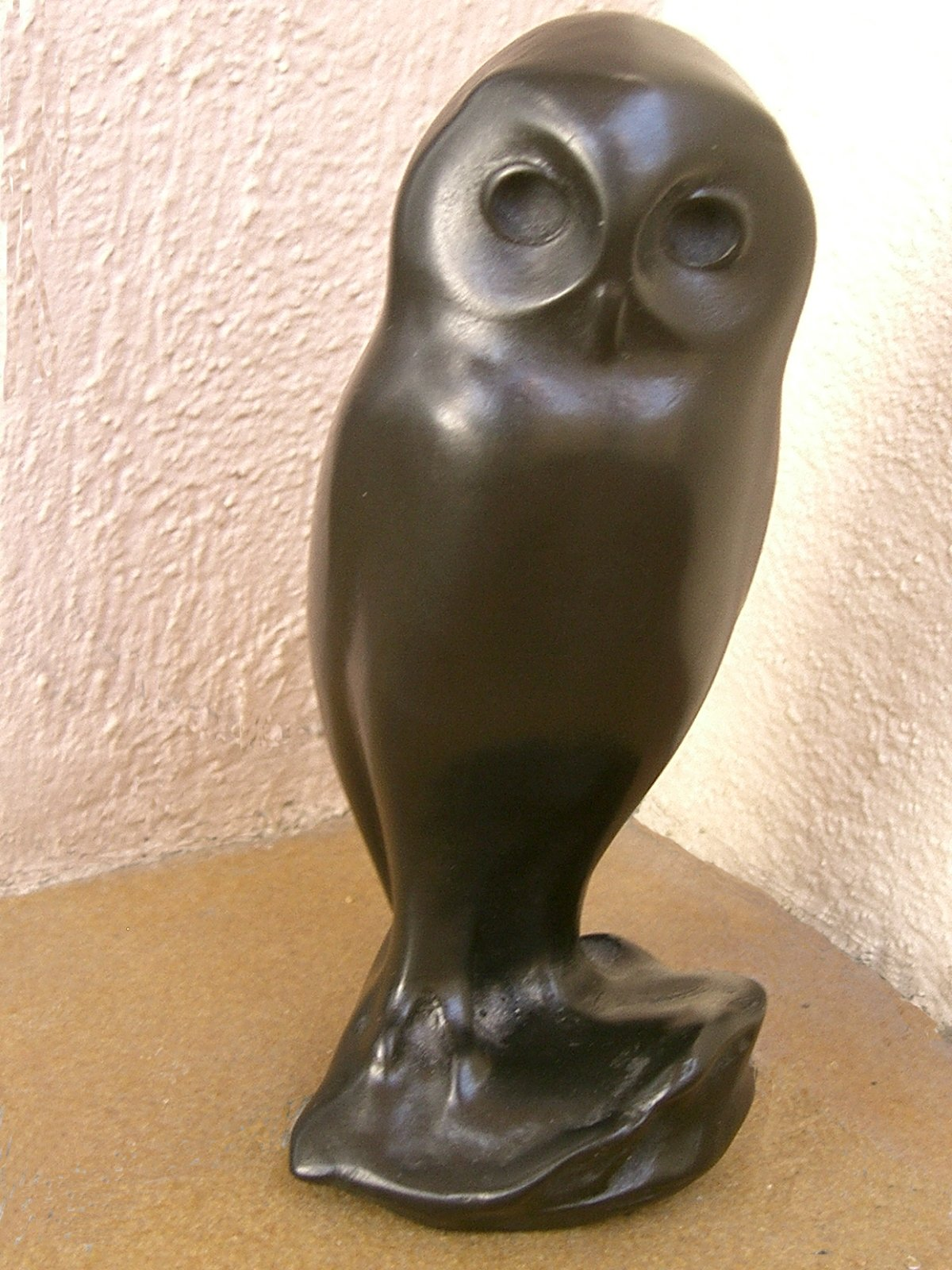
Petite chouette (1918)
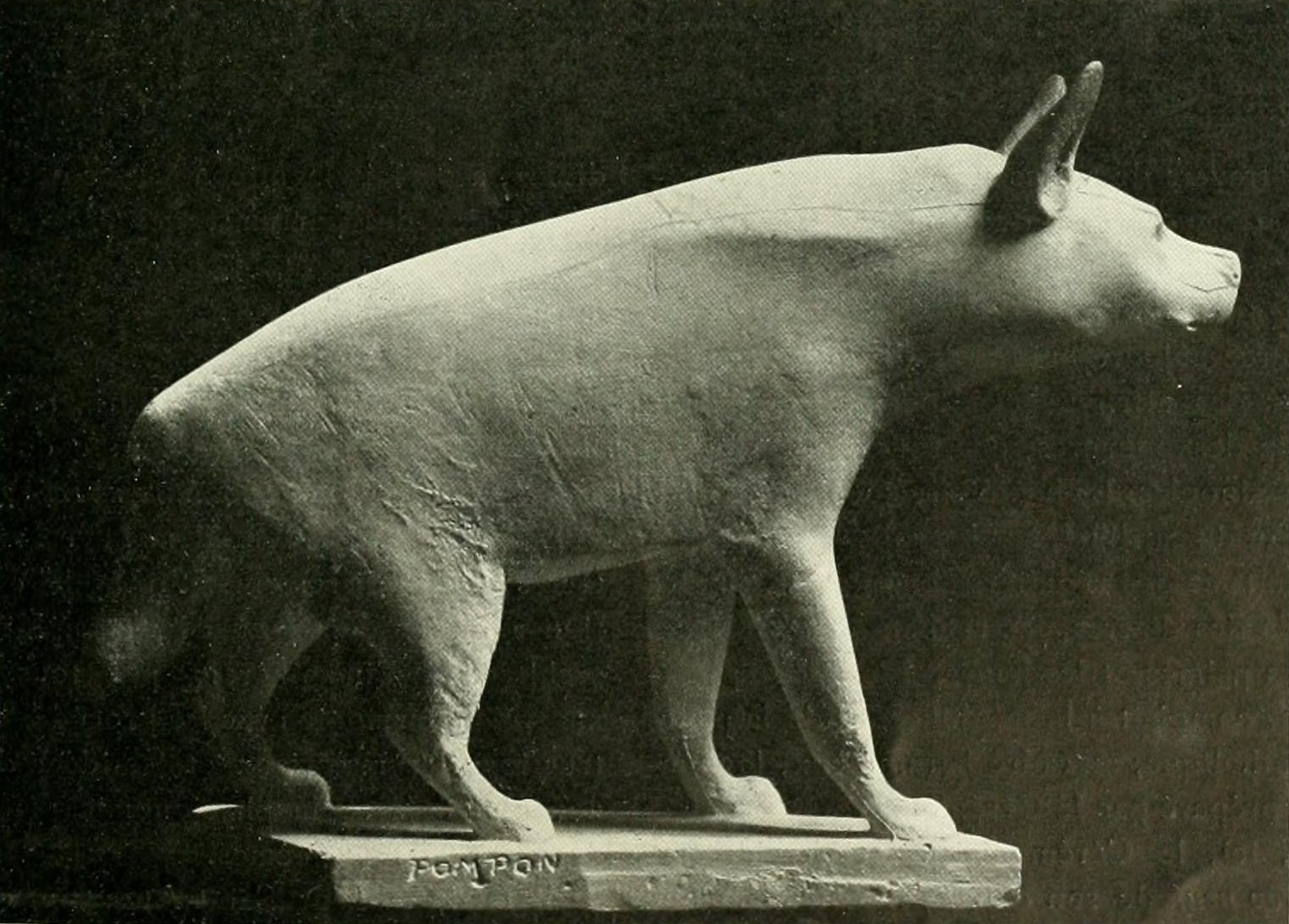
Hyène
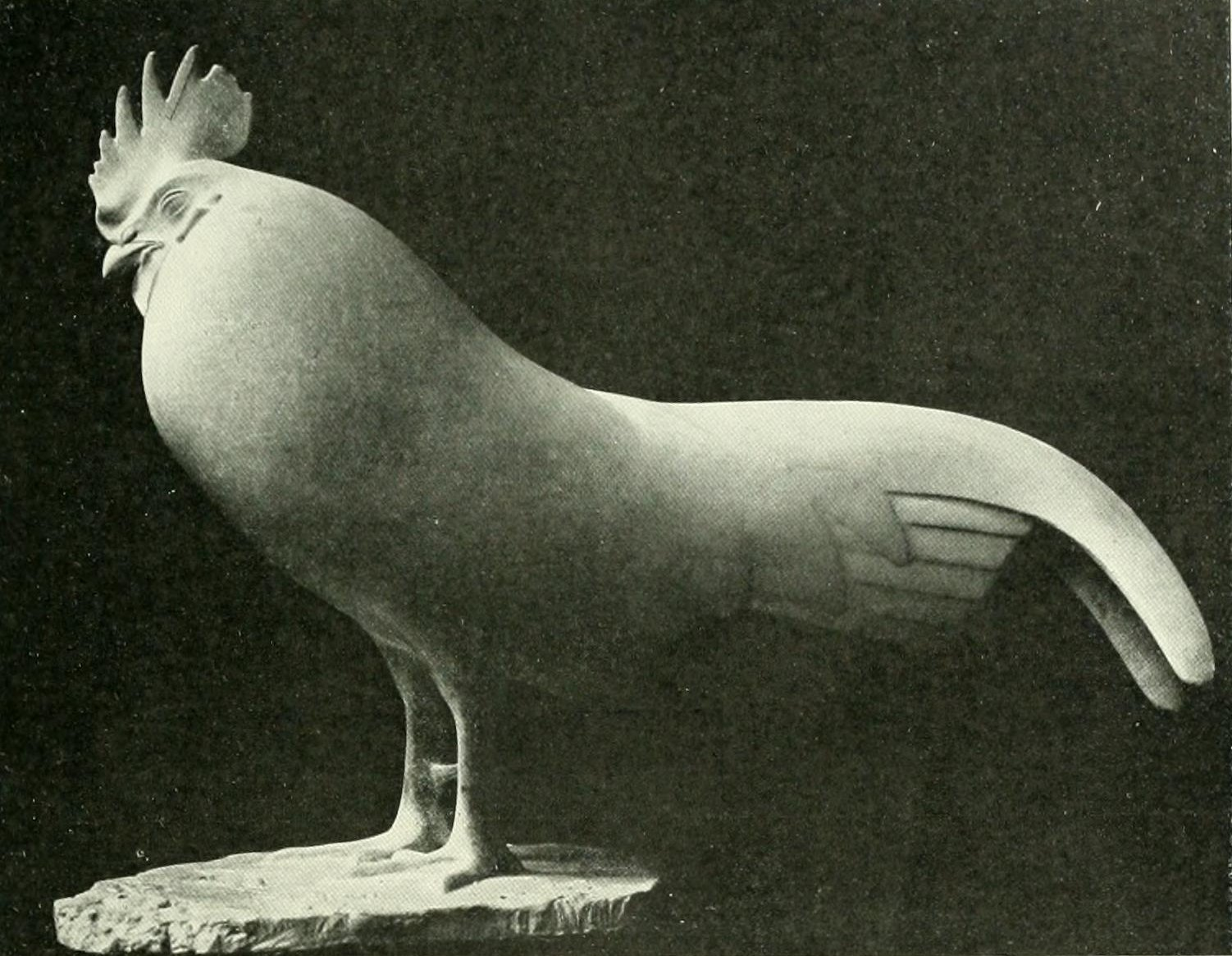
Coq
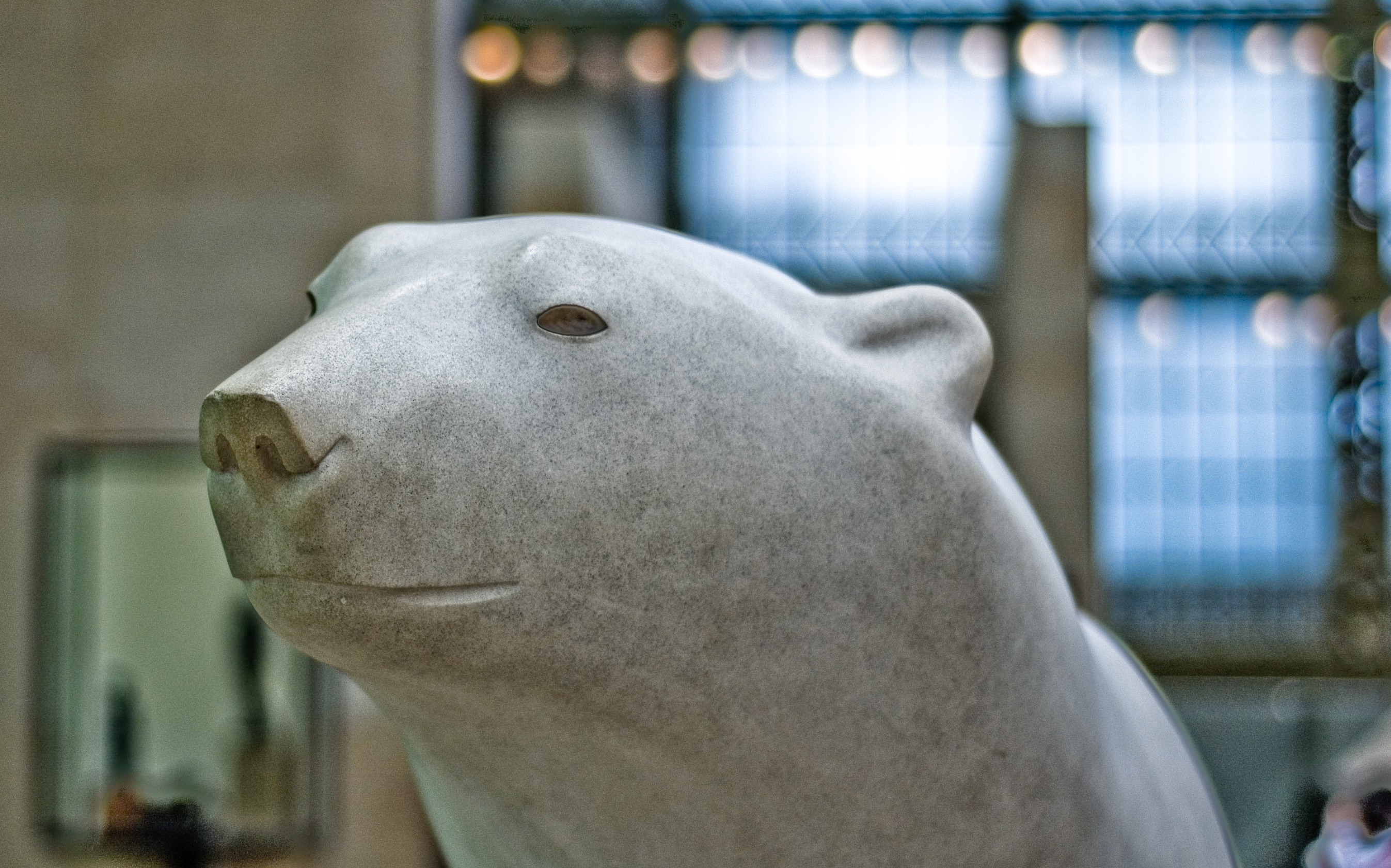
L'Ours Blanc, détail (Musée d'Orsay)
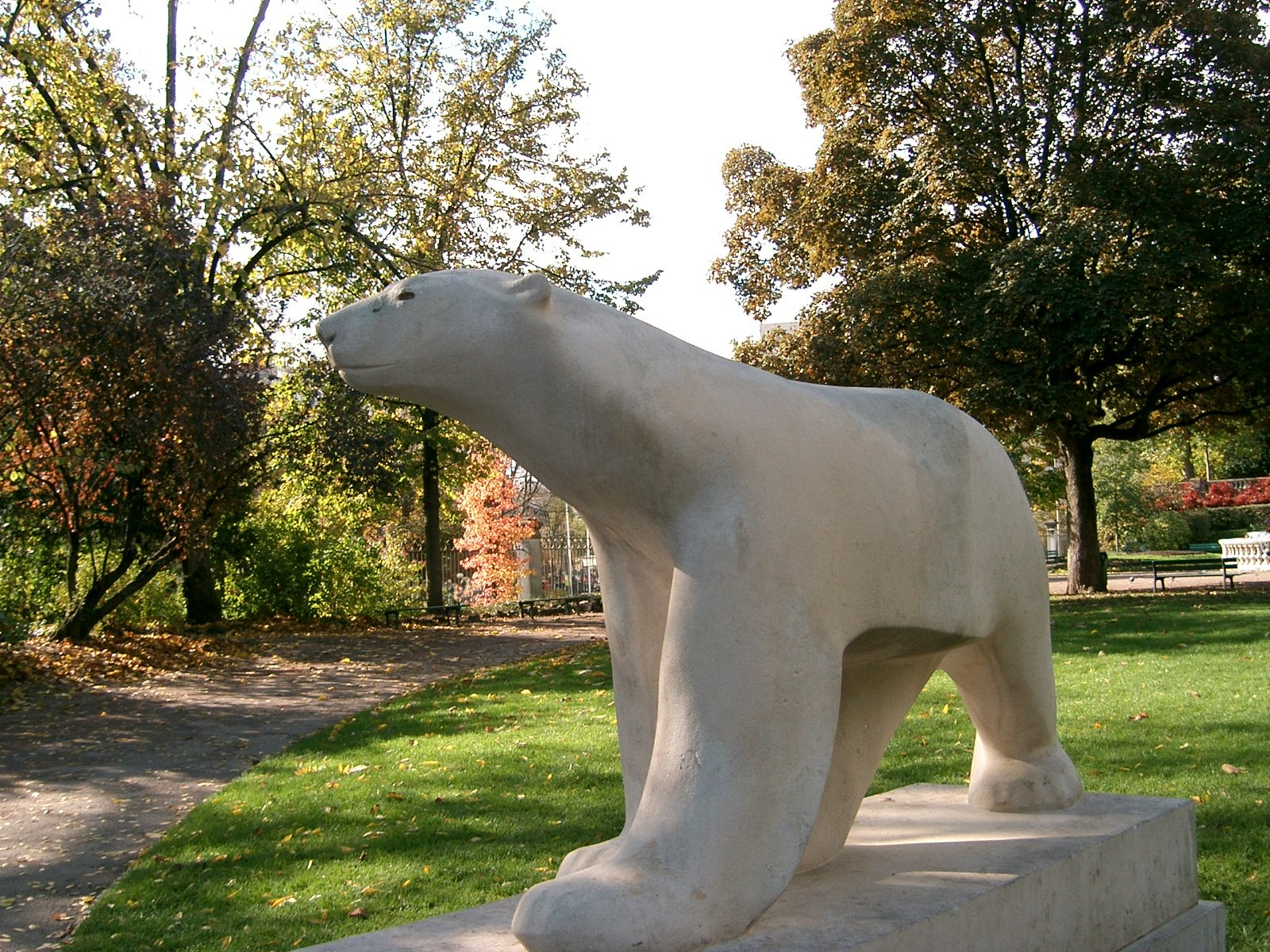
L'Ours Blanc (Jardin Darcy, Dijon)
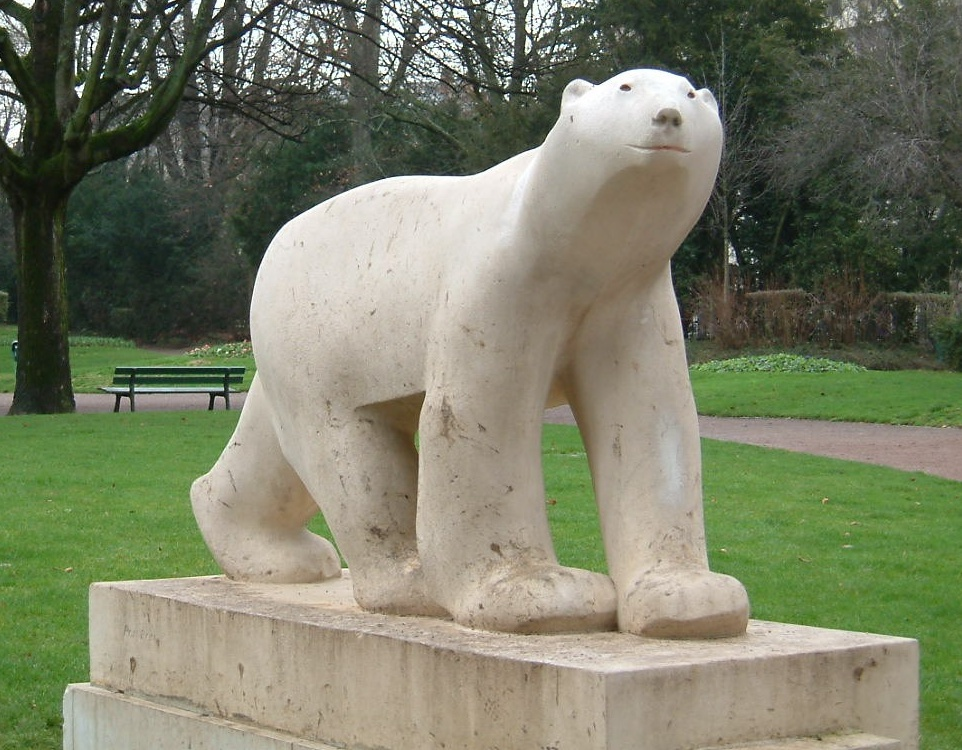
L'Ours Blanc (Jardin Darcy, Dijon)